# Lacave (Ariège)
Pour les articles homonymes, voir Lacave.
Lacave est une commune française, située dans le département de l'Ariège en région Occitanie. Sur le plan historique et culturel, la commune fait partie du Couserans, pays aux racines gasconnes structuré par le cours du Salat.
Exposée à un climat océanique altéré, elle est drainée par le Salat, le ruisseau de la Hage et par divers autres petits cours d'eau. Incluse dans le parc naturel régional des Pyrénées ariégeoises, la commune possède un patrimoine naturel remarquable : un site Natura 2000 (« Garonne, Ariège, Hers, Salat, Pique et Neste ») et deux zones naturelles d'intérêt écologique, faunistique et floristique.
Lacave est une commune rurale qui compte 116 habitants en 2022, après avoir connu un pic de population de 417 habitants en 1841. Elle fait partie de l'aire d'attraction de Saint-Girons. Ses habitants sont appelés les Lacavois ou Lacavoises.

## Géographie

### Localisation
1. Carte dynamique
2. Carte Openstreetmap
3. Carte topographique
4. Carte avec les communes environnantes

La commune de Lacave se trouve dans le département de l'Ariège, en région Occitanie.
Elle se situe à 50 km à vol d'oiseau de Foix, préfecture du département, à 14 km de Saint-Girons, sous-préfecture, et à 12 km de Saint-Lizier, bureau centralisateur du canton des Portes du Couserans dont dépend la commune depuis 2015 pour les élections départementales.
Commune des Petites Pyrénées située dans l'aire d'attraction de Saint-Girons, Lacave fait partie de la communauté de communes Couserans - Pyrénées et du parc naturel régional des Pyrénées ariégeoises. Elle est limitrophe du département de la Haute-Garonne et fait partie du bassin de vie de Salies-du-Salat.
Les communes les plus proches sont :
Mauvezin-de-Prat (1,1 km), La Bastide-du-Salat (1,9 km), Castagnède (2,1 km), Prat-Bonrepaux (2,2 km), Francazal (2,4 km), Saleich (2,7 km), His (3,8 km), Urau (4,3 km).

### Communes limitrophes
Parmi les plus proches communes (cf. supra), Lacave est limitrophe de quatre d'entre elles, dont une dans le département de la Haute-Garonne.
Les communes limitrophes sont  Betchat, Castagnède, La Bastide-du-Salat et Prat-Bonrepaux.
|                            | La Bastide-du-Salat | Betchat |
| Castagnède (Haute-Garonne) | Lacave              |         |
|                            | Prat-Bonrepaux      |         |

### Géologie et relief
La commune est située dans les Pyrénées, une chaîne montagneuse jeune, érigée durant l'ère tertiaire (il y a 40 millions d'années environ), en même temps que les Alpes, certaines parties étant recouvertes par des formations superficielles. Les terrains affleurants sur le territoire communal sont constitués de roches sédimentaires datant pour certaines du Cénozoïque, l'ère géologique la plus récente sur l'échelle des temps géologiques, débutant il y a 66 millions d'années, et pour d'autres du Mésozoïque, anciennement appelé Ère secondaire, qui s'étend de −252,2 à −66,0 Ma. La structure détaillée des couches affleurantes est décrite dans la feuille « n°1055 - Saint-Gaudens » de la carte géologique harmonisée au 1/50 000ème du département de l'Ariège, et sa notice associée.
La superficie cadastrale de la commune publiée par l’Insee, qui sert de références dans toutes les statistiques, est de 4,50 km2,. La superficie géographique, issue de la BD Topo, composante du Référentiel à grande échelle produit par l'IGN, est quant à elle de 4,56 km2.  L'altitude du territoire varie entre 318 m et 466 m.

### Hydrographie

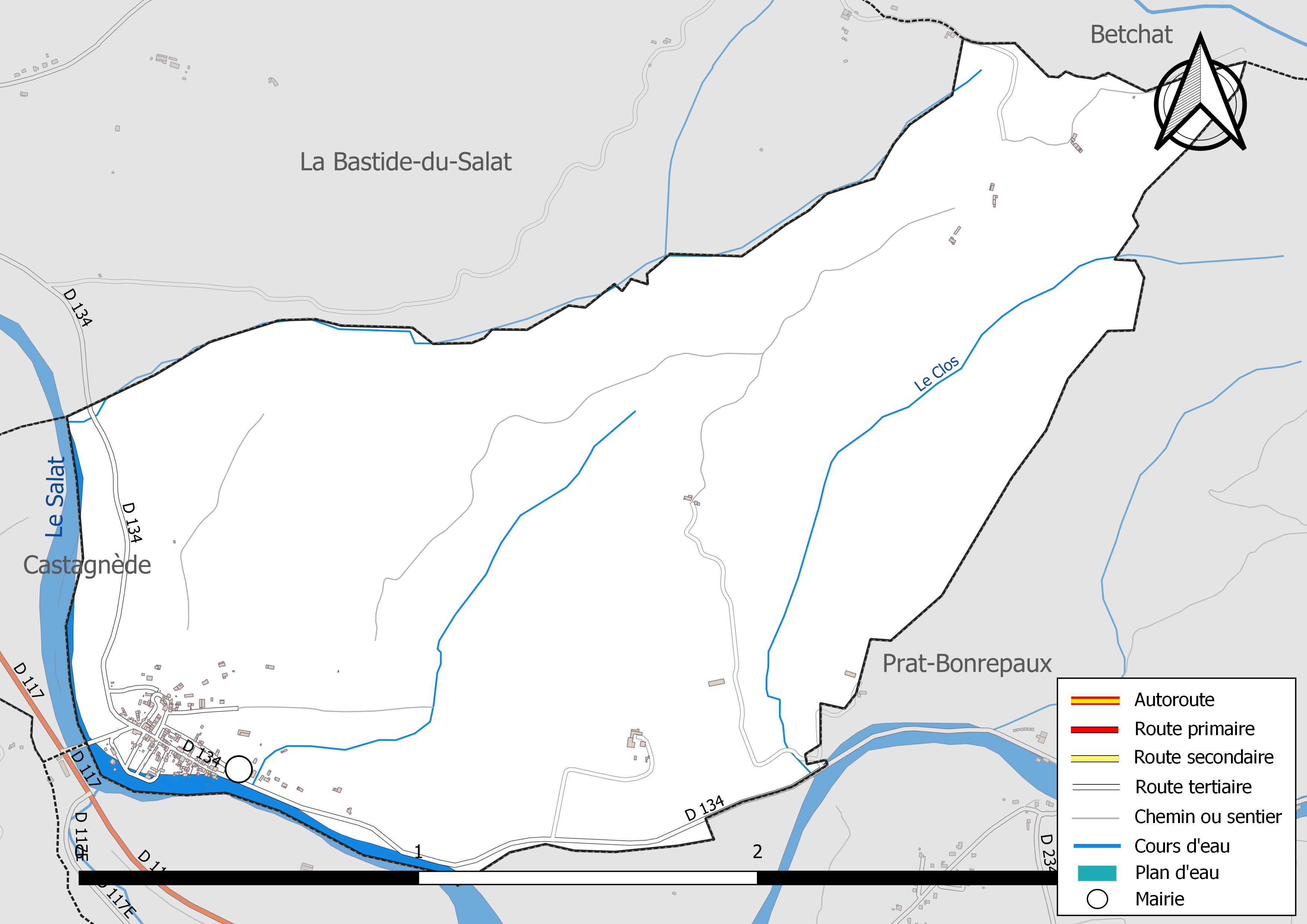
Réseaux hydrographique et routier de Lacave.

La commune est dans le bassin versant de la Garonne, au sein du bassin hydrographique Adour-Garonne. Elle est drainée par le Salat, le ruisseau de la Hage, le Clos et par deux petits cours d'eau, constituant un réseau hydrographique de 6 km de longueur totale,.
Le Salat, d'une longueur totale de 74,1 km, prend sa source dans la commune de Couflens et s'écoule du sud vers le nord. Il traverse la commune et se jette dans la Garonne à Boussens, après avoir traversé 27 communes.

### Climat
Pour des articles plus généraux, voir Climat de l'Occitanie et Climat de l'Ariège.
En 2010, le climat de la commune est de type climat océanique altéré, selon une étude s'appuyant sur une série de données couvrant la période 1971-2000. En 2020, Météo-France publie une typologie des climats de la France métropolitaine dans laquelle la commune est exposée à un climat de montagne et est dans la région climatique Pyrénées centrales, caractérisée par une pluviométrie annuelle de 1 000 à 1 200 mm.
Pour la période 1971-2000, la température annuelle moyenne est de 12,6 °C, avec  une amplitude thermique annuelle de 14,8 °C. Le cumul annuel moyen de précipitations est de 971 mm, avec 9,8 jours de précipitations en janvier et 7 jours en juillet. Pour la période 1991-2020 la température moyenne annuelle observée sur la station météorologique la plus proche, située sur la commune de Cérizols à 11 km à vol d'oiseau, est de 12,3 °C et le cumul annuel moyen de précipitations est de 976,4 mm,. Pour l'avenir, les paramètres climatiques de la commune estimés pour 2050 selon différents scénarios d’émission de gaz à effet de serre sont consultables sur un site dédié publié par Météo-France en novembre 2022.

### Milieux naturels et biodiversité

#### Espaces protégés
La protection réglementaire est le mode d’intervention le plus fort pour préserver des espaces naturels remarquables et leur biodiversité associée,.
La commune fait partie du parc naturel régional des Pyrénées ariégeoises, créé en 2009 et d'une superficie de 245 973 ha, qui s'étend sur 138 communes du département. Ce territoire unit les plus hauts sommets aux frontières de l’Andorre et de l’Espagne (la Pique d'Estats, le mont Valier, etc) et les plus hautes vallées des avants-monts, jusqu’aux plissements du Plantaurel.

#### Réseau Natura 2000

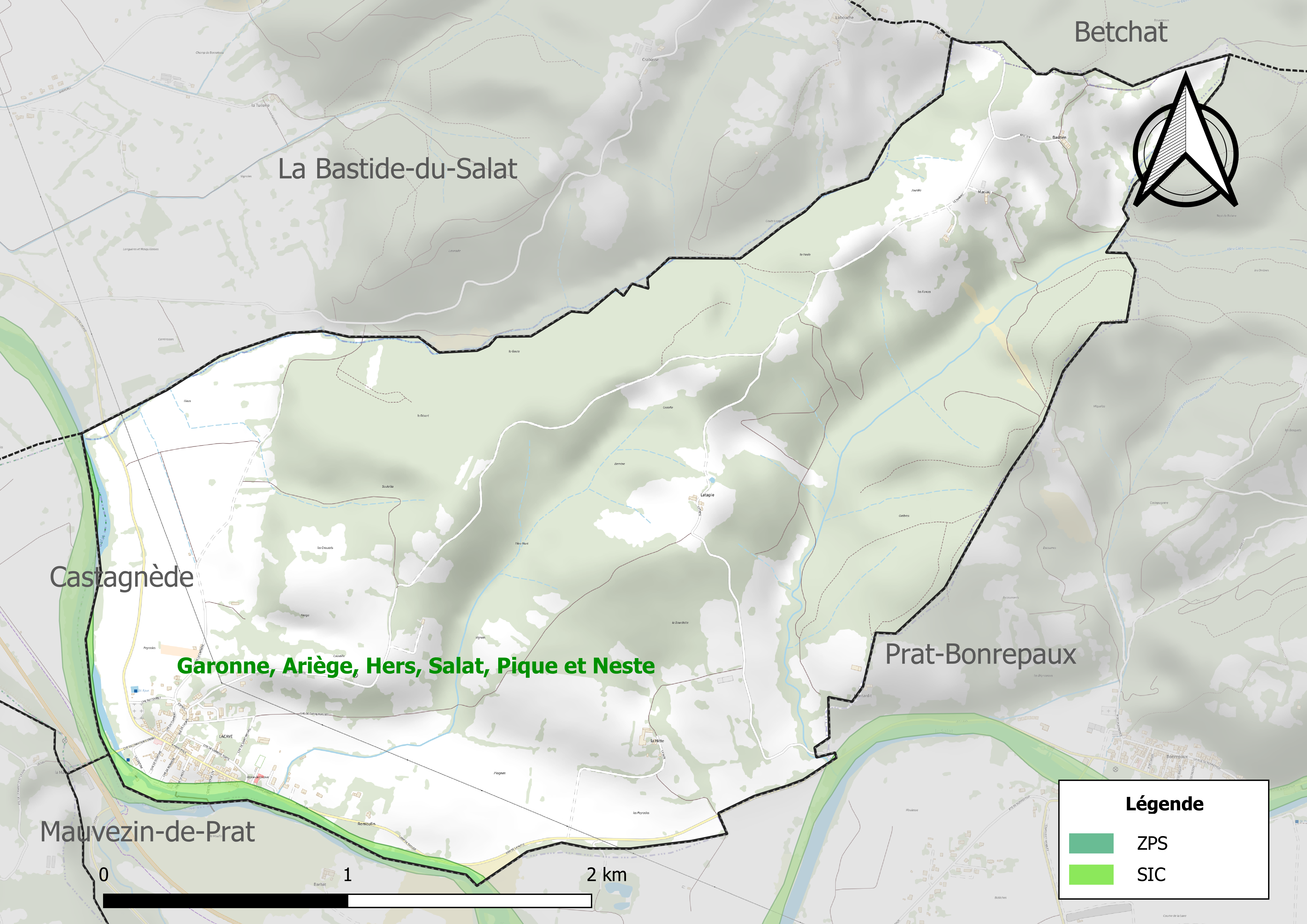
Site Natura 2000 sur le territoire communal.

Le réseau Natura 2000 est un réseau écologique européen de sites naturels d'intérêt écologique élaboré à partir des directives habitats et oiseaux, constitué de zones spéciales de conservation (ZSC) et de zones de protection spéciale (ZPS).
Un site Natura 2000 a été défini sur la commune au titre de la directive habitats : « Garonne, Ariège, Hers, Salat, Pique et Neste », d'une superficie de 9 581 ha, un réseau hydrographique pour les poissons migrateurs, avec des zones de frayères actives et potentielles importantes pour le Saumon en particulier qui fait l'objet d'alevinages réguliers et dont des adultes atteignent déjà Foix sur l'Ariège.

#### Zones naturelles d'intérêt écologique, faunistique et floristique
L’inventaire des zones naturelles d'intérêt écologique, faunistique et floristique (ZNIEFF) a pour objectif de réaliser une couverture des zones les plus intéressantes sur le plan écologique, essentiellement dans la perspective d’améliorer la connaissance du patrimoine naturel national et de fournir aux différents décideurs un outil d’aide à la prise en compte de l’environnement dans l’aménagement du territoire.
Une ZNIEFF de type 1 est recensée sur la commune :
« le Salat et le Lens » (712 ha), couvrant 32 communes dont 21 dans l'Ariège et 11 dans la Haute-Garonne et une ZNIEFF de type 2, : 
les « coteaux de l'ouest du Saint-Gironnais » (7 504 ha), couvrant 17 communes dont 13 dans l'Ariège et 4 dans la Haute-Garonne.

Carte des ZNIEFF de type 1 et 2 à Lacave.
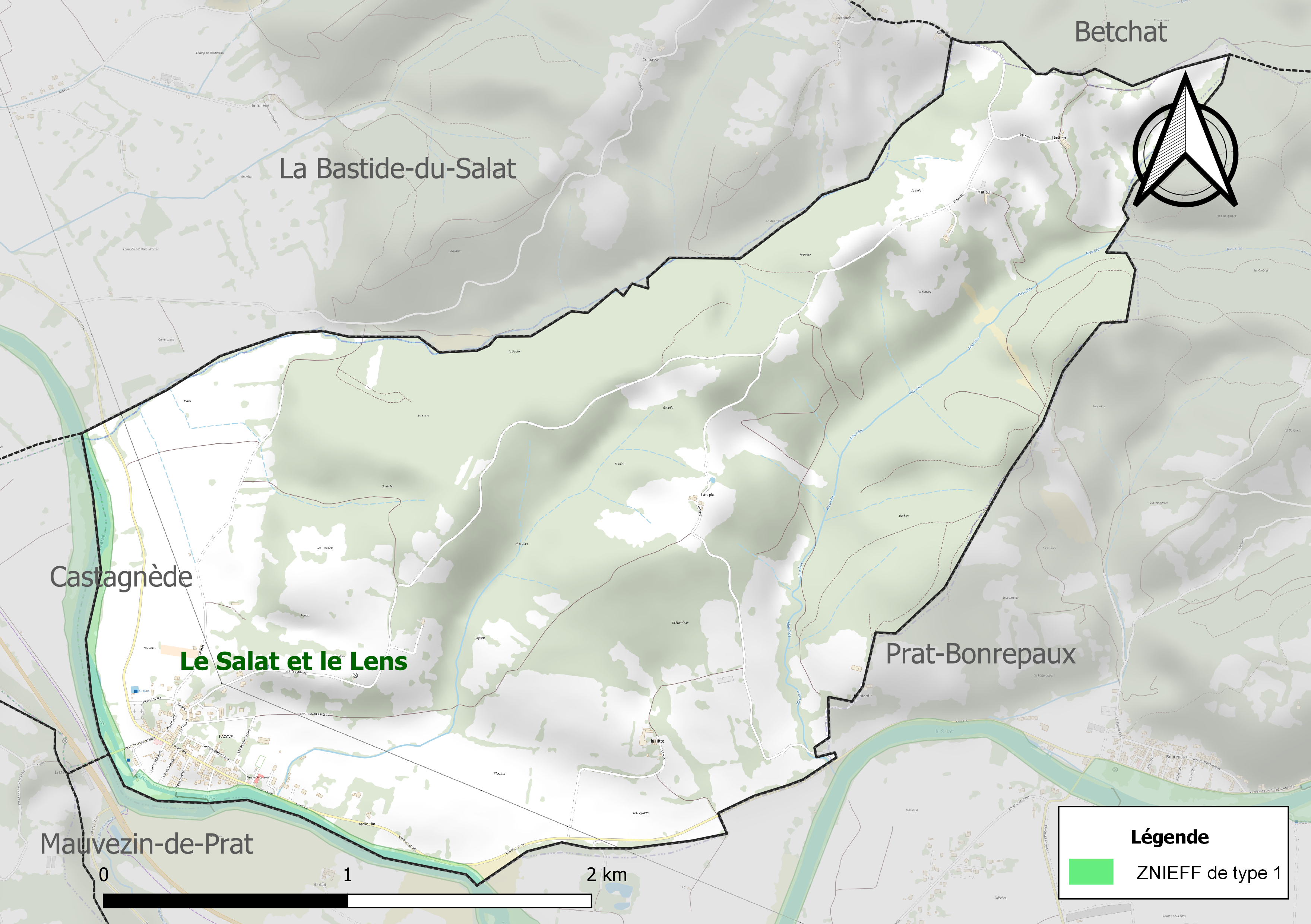
Carte de la ZNIEFF de type 1 sur la commune.
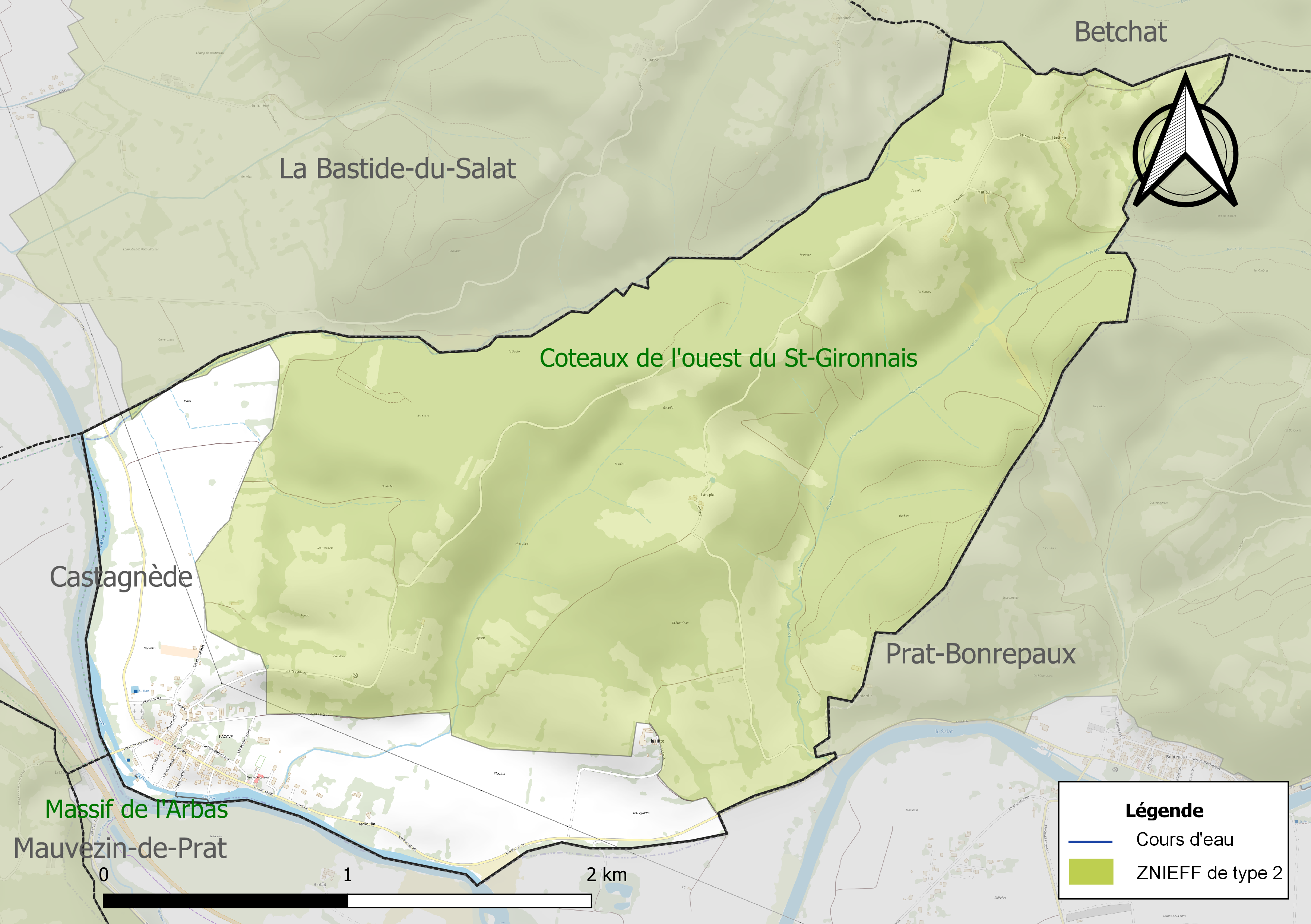
Carte de la ZNIEFF de type 2 sur la commune.

## Urbanisme

### Typologie
Au 1er janvier 2024, Lacave est catégorisée commune rurale à habitat dispersé, selon la nouvelle grille communale de densité à 7 niveaux définie par l'Insee en 2022.
Elle est située hors unité urbaine. Par ailleurs la commune fait partie de l'aire d'attraction de Saint-Girons, dont elle est une commune de la couronne,. Cette aire, qui regroupe 70 communes, est catégorisée dans les aires de moins de 50 000 habitants,.

### Occupation des sols

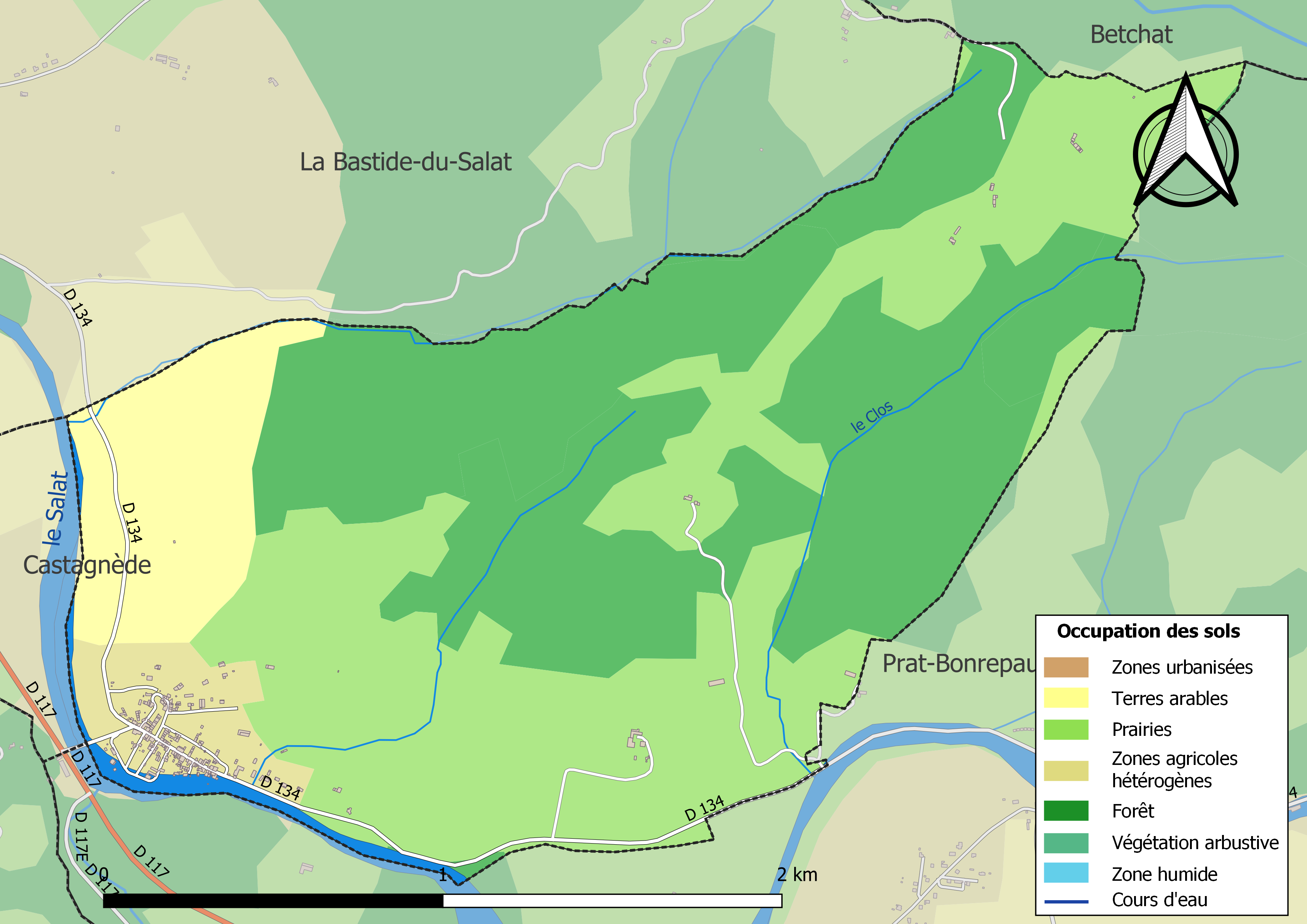
Carte des infrastructures et de l'occupation des sols de la commune en 2018 (CLC).

L'occupation des sols de la commune, telle qu'elle ressort de la base de données européenne d’occupation biophysique des sols Corine Land Cover (CLC), est marquée par l'importance des territoires agricoles (54,2 % en 2018), une proportion identique à celle de 1990 (54,2 %). La répartition détaillée en 2018 est la suivante : 
forêts (45,8 %), prairies (39,1 %), terres arables (9,7 %), zones agricoles hétérogènes (5,4 %). L'évolution de l’occupation des sols de la commune et de ses infrastructures peut être observée sur les différentes représentations cartographiques du territoire : la carte de Cassini (XVIIIe siècle), la carte d'état-major (1820-1866) et les cartes ou photos aériennes de l'IGN pour la période actuelle (1950 à aujourd'hui).

### Habitat et logement
En 2018, le nombre total de logements dans la commune était de 106, alors qu'il était de 98 en 2013 et de 98 en 2008.
Parmi ces logements, 65,4 % étaient des résidences principales, 28,4 % des résidences secondaires et 6,2 % des logements vacants. Ces logements étaient pour 95,3 % d'entre eux des maisons individuelles et pour 4,7 % des appartements.
Le tableau ci-dessous présente la typologie des logements à Lacave en 2018 en comparaison avec celle de l'Ariège et de la France entière. Une caractéristique marquante du parc de logements est ainsi une proportion de résidences secondaires et logements occasionnels (28,4 %) supérieure à celle du département (24,6 %) et à celle de la France entière (9,7 %). Concernant le statut d'occupation de ces logements, 78,1 % des habitants de la commune sont propriétaires de leur logement (67,6 % en 2013), contre 66,3 % pour l'Ariège et 57,5 % pour la France entière.
| Typologie                                               | Lacave | Ariège | France entière |
| ------------------------------------------------------- | ------ | ------ | -------------- |
| Résidences principales (en %)                           | 65,4   | 65,7   | 82,1           |
| Résidences secondaires et logements occasionnels (en %) | 28,4   | 24,6   | 9,7            |
| Logements vacants (en %)                                | 6,2    | 9,7    | 8,2            |

### Voies de communication et transports
Accès avec la D 117 (ancien tracé de Perpignan à Saint-Martory) et la D 134. Depuis octobre 2016, le contournement routier de Prat-Bonrepaux commence dans la commune.

### Risques majeurs

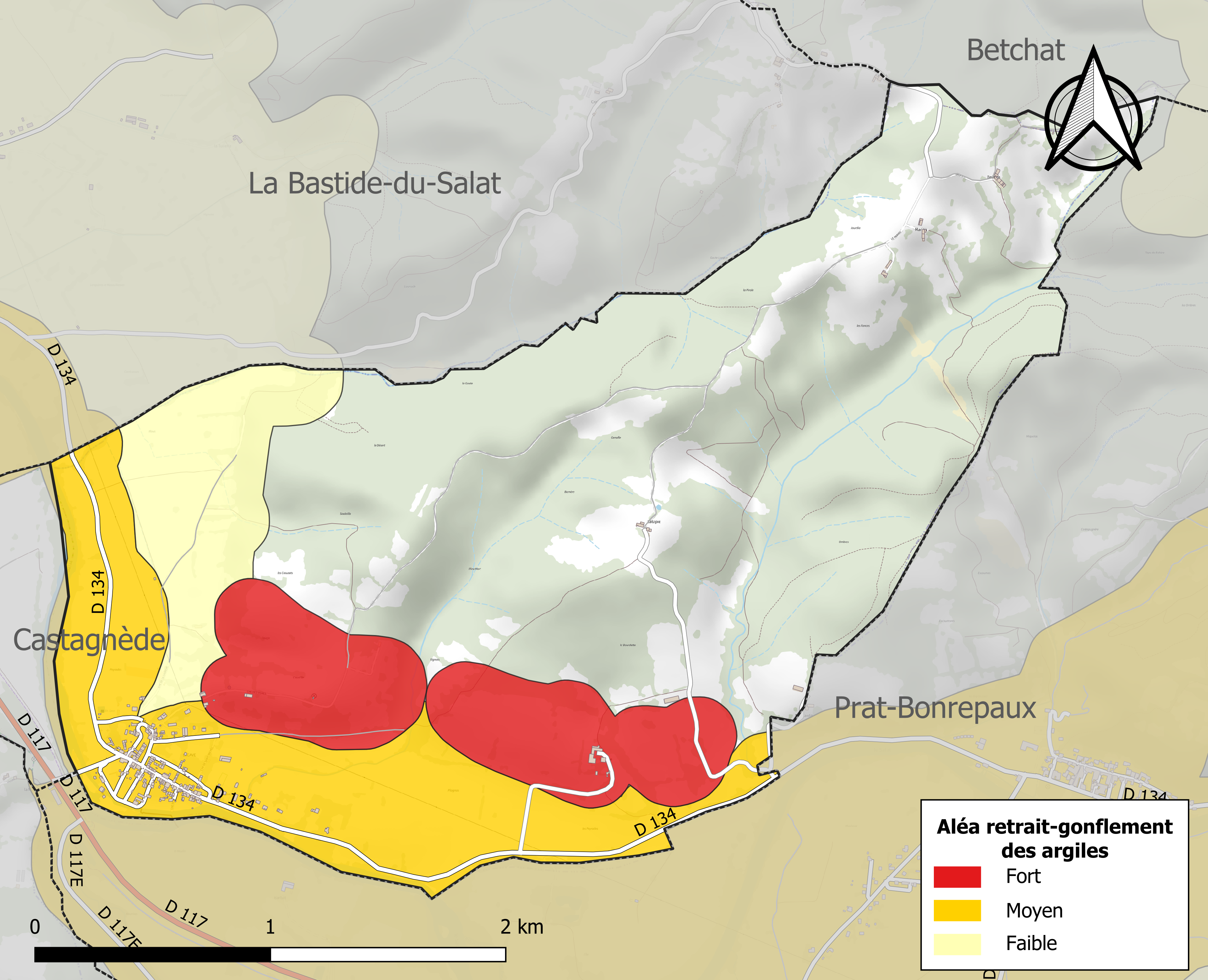
Zonage de l'aléa retrait-gonflement des argiles sur la commune de Lacave.

Le territoire de la commune de Lacave est vulnérable à différents aléas naturels : inondations, climatiques (grand froid ou canicule), feux de forêts, mouvements de terrains et séisme (sismicité modérée),.
Certaines parties du territoire communal sont susceptibles d’être affectées par le risque d’inondation par débordement, crue torrentielle d'un cours d'eau, le Salat, ou ruissellement d'un versant. L’épisode de crue le plus marquant dans le département reste sans doute celui de 1875. Parmi les inondations marquantes plus récentes concernant le Salat figurent les crues de 1937 (un mort à Salau), de 1992 et de 1993.
Les mouvements de terrains susceptibles de se produire sur la commune sont soit des chutes de blocs, soit des glissements de terrains, soit des effondrements liés à des cavités souterraines, soit des mouvements liés au retrait-gonflement des argiles. Près de 50 % de la superficie du département est concernée par l'aléa retrait-gonflement des argiles, dont la commune de Lacave. L'inventaire national des cavités souterraines permet par ailleurs de localiser celles situées sur la commune.
Ces risques naturels sont pris en compte dans l'aménagement du territoire de la commune par le biais d'un plan de prévention des risques (PPR) inondation et mouvement de terrain approuvé le 30 décembre 2003.

## Histoire

### Moyen Âge
Précédemment sur les hauteurs de La Hitte, le village de Lacave implanté en bordure du Salat a vu le jour le 11 septembre 1273 par un acte de paréage signé par le comte Bernard VI de Comminges, avec trois nobles propriétaires des terres Guilhem de Seilh, Roger de Francazal et Raymond de Tersac. Ces derniers apportaient le domaine de la plaine de Lacave et de la Hitte qu’ils possédaient en indivision. Le comte de Comminges s’engageait à construire un moulin et un castrum.
Dès la bastide de Lacave construite dans un endroit bien exposé et proche du Salat, la Hitte qui possédait une église devint un hameau de Lacave. Le développement de Lacave, village rural à vocation agricole, riche de bonnes terres planes, a fortement été influencé par sa proximité avec la rivière. Dès sa création, il fut doté d’un moulin.
Le castrum créé tel que prévu dans l’acte de paréage de 1273 était une enceinte entourée d’une palissade en bois et de fossés, avec un portail et un bistour, double tour en maçonnerie. Plus tard, la palissade fut remplacée par des murailles.

### Temps modernes
Après le massacre de la Saint Barthélémy le 24 août 1572, les protestants de Camarade et du Mas-d’Azil pillèrent le Bas-Couserans. Le capitaine Verger à la tête des troupes protestantes s’empara de Lacave et du château de Saint-Michel le 17 décembre 1573. Aymery de Comminges aidé des canons de madame Mauléon, seigneur de Prat, lui donna l’assaut et le jour de Noël, le 25 décembre 1573, le château était repris. Par ordre du Roi et des consuls de la Châtellenie de Salies, il fut "démolis et rendu inutile aux ennemis" le 6 janvier 1574.
Le dernier pan de tour du château est tombé en 1992. Il n'en reste que le nom du quartier qui surplombe l’ancienne mairie.

### Époque contemporaine
Le Salat, rivière tumultueuse mais ici classée navigable, était source de vie et d’activité. À Lacave, aux XVIIIe et XIXe siècles étaient fabriqués des bateaux pour la Garonne. Après la Révolution, 100 à 140 bateaux par an étaient construits avec les bois d'œuvre de la forêt de Betchat.
Ces bateaux quittaient Lacave, descendaient le Salat puis la Garonne, utilisant des "pertuis" aménagés en conséquence pour passer les digues, pour être vendus jusqu’à Toulouse par leurs fabricants.
En amont du village, une digue barre le Salat et présente la particularité d’alimenter deux canaux, un sur chaque berge. Seul celui de la rive droite est actif, procurant l’énergie à une centrale hydro-électrique.
Après s'être enrichi au Texas et au Mexique, Étienne Boussion revînt à Lacave en 1834. Quelques années plus tard, il fonde une briqueterie et une usine de chaux hydraulique et ciment, cette dernière fonctionnera jusqu'à la fin du XXe siècle.
De 1866 à 1969, la commune a bénéficié d'une halte voyageurs sur la ligne de Boussens à Saint-Girons.
Jean Ibanès (1936-1985), ancien élève de la prestigieuse École normale supérieure (L1957), agrégé d'histoire, docteur ès sciences économiques. puis enseignant à l'ENS, dont la bibliothèque porte son nom, est né et mort à Lacave. Il fut maire du village de 1977 à 1983 puis de Saint-Girons, conseiller régional et député socialiste (courant de Michel Rocard) de la deuxième circonscription de l'Ariège.
Sur le plan historique et culturel, Lacave fait partie du Couserans, pays aux racines gasconnes structuré par le cours du Salat (affluent de la Garonne), que rien ne prédisposait à rejoindre les anciennes dépendances du comté de Foix.

## Politique et administration

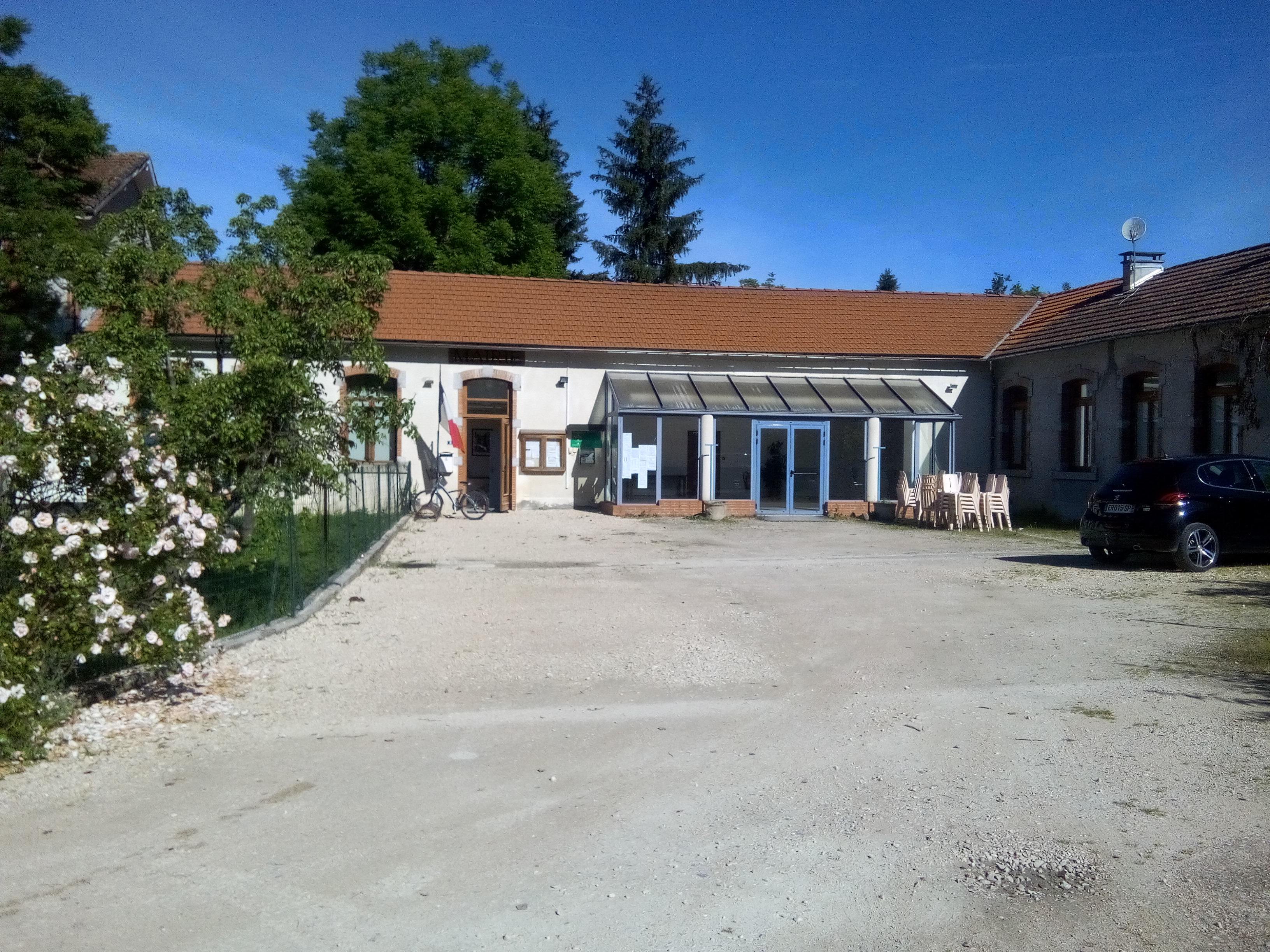
Mairie de Lacave.

### Découpage territorial
La commune de Lacave est membre de la communauté de communes Couserans-Pyrénées, un établissement public de coopération intercommunale (EPCI) à fiscalité propre créé le 18 novembre 2016 dont le siège est à Saint-Lizier. Ce dernier est par ailleurs membre d'autres groupements intercommunaux.
Sur le plan administratif, elle est rattachée à l'arrondissement de Saint-Girons, au département de l'Ariège, en tant que circonscription administrative de l'État, et à la région Occitanie.
Sur le plan électoral, elle dépend du canton des Portes du Couserans pour l'élection des conseillers départementaux, depuis le redécoupage cantonal de 2014 entré en vigueur en 2015, et de la deuxième circonscription de l'Ariège  pour les élections législatives, depuis le redécoupage électoral de 1986.

### Administration municipale
Le nombre d'habitants au recensement de 2017 étant compris entre 100 et 499, le nombre de membres du conseil municipal pour l'élection de 2020 est de onze,.

### Liste des maires
| Période                                  | Période  | Identité         | Étiquette | Qualité   |
| ---------------------------------------- | -------- | ---------------- | --------- | --------- |
| avant 1995                               | ?        | René Caujolle    |           |           |
| mars 2001                                | mai 2020 | Jean Boussion    | DVG       | Ingénieur |
| mai 2020                                 | En cours | Stéphane Garnier |           |           |
| Les données manquantes sont à compléter. |          |                  |           |           |

## Population et société

### Démographie
| 1793 | 1800 | 1806 | 1821 | 1831 | 1836 | 1841 | 1846 | 1851 |
| ---- | ---- | ---- | ---- | ---- | ---- | ---- | ---- | ---- |
| 293  | 305  | 321  | 325  | 412  | 417  | 417  | 405  | 403  |

| 1856 | 1861 | 1866 | 1872 | 1876 | 1881 | 1886 | 1891 | 1896 |
| ---- | ---- | ---- | ---- | ---- | ---- | ---- | ---- | ---- |
| 363  | 328  | 327  | 307  | 268  | 269  | 272  | 258  | 270  |

| 1901 | 1906 | 1911 | 1921 | 1926 | 1931 | 1936 | 1946 | 1954 |
| ---- | ---- | ---- | ---- | ---- | ---- | ---- | ---- | ---- |
| 260  | 251  | 258  | 296  | 254  | 240  | 222  | 218  | 186  |

| 1962 | 1968 | 1975 | 1982 | 1990 | 1999 | 2004 | 2006 | 2009 |
| ---- | ---- | ---- | ---- | ---- | ---- | ---- | ---- | ---- |
| 168  | 135  | 123  | 148  | 109  | 116  | 114  | 116  | 122  |

| 2014 | 2019 | 2022 | - | - | - | - | - | - |
| ---- | ---- | ---- | - | - | - | - | - | - |
| 149  | 124  | 116  | - | - | - | - | - | - |

| selon la population municipale des années : | 1968 | 1975 | 1982 | 1990 | 1999 | 2006 | 2009 | 2013 |
| Rang de la commune dans le département      | 145  | 88   | 88   | 88   | 73   | 96   | 100  | 90   |
| Nombre de communes du département           | 340  | 328  | 330  | 332  | 332  | 332  | 332  | 332  |

### Enseignement
Lacave fait partie de l'académie de Toulouse.

### Activités sportives
Cyclisme, pêche, chasse, randonnée pédestre...

## Économie

### Emploi
| Division       | 2008  | 2013   | 2018   |
| -------------- | ----- | ------ | ------ |
| Commune        | 7,2 % | 12,8 % | 8,3 %  |
| Département    | 8,9 % | 11,1 % | 11,2 % |
| France entière | 8,3 % | 10 %   | 10 %   |

En 2018, la population âgée de 15 à 64 ans s'élève à 78 personnes, parmi lesquelles on compte 77,8 % d'actifs (69,4 % ayant un emploi et 8,3 % de chômeurs) et 22,2 % d'inactifs,. Depuis 2008, le taux de chômage communal (au sens du recensement) des 15-64 ans est inférieur à celui de la France et du département.
La commune fait partie de la couronne de l'aire d'attraction de Saint-Girons, du fait qu'au moins 15 % des actifs travaillent dans le pôle,. Elle compte 6 emplois en 2018, contre 10 en 2013 et 12 en 2008. Le nombre d'actifs ayant un emploi résidant dans la commune est de 54, soit un indicateur de concentration d'emploi de 12 % et un taux d'activité parmi les 15 ans ou plus de 51,9 %.
Sur ces 54 actifs de 15 ans ou plus ayant un emploi, 6 travaillent dans la commune, soit 12 % des habitants. Pour se rendre au travail, 90 % des habitants utilisent un véhicule personnel ou de fonction à quatre roues, 2 % les transports en commun, 4 % s'y rendent en deux-roues, à vélo ou à pied et 4 % n'ont pas besoin de transport (travail au domicile).

## Culture locale et patrimoine

### Lieux et monuments
- Église Saint-Michel à clocher-mur.
- Parc communal.

### Personnalités liées à la commune
- Étienne Boussion, créateur en 1875 de la Société des chaux hydrauliques et ciments de Lacave.
- Jean Ibanès (1936-1985), professeur à l'École normale supérieure et homme politique, député de l'Ariège (Parti socialiste), maire de Lacave puis de Saint-Girons.

### Héraldique
| Blason de Lacave | Blason  | Coupé ondé : au 1er parti au I de gueules à saint Michel terrassant un dragon d'or et brochant sur une croix cléchée, vidée, pommetée de douze pièces et défaillante à dextre du même, au II d'argent à une roue de moulin de sable, au 2e de sinople à une gabarre d'or habillée d'argent. |
| Blason de Lacave | Détails | Le blason représente saint Michel, patron de la paroisse locale, et la croix occitane. La roue de moulin est pour le Salat. Enfin, la gabarre est pour celles construites à Lacave au siècle dernier. Adopté en novembre 2020.                                                              |